# 荒木のぞみ
荒木 のぞみ（あらき のぞみ、1987年7月27日 - ）は、日本のファッションモデルである。旧芸名：加瀬 舞（かせ まい）。東京都出身。現在はS.d.b.b所属。

## 略歴
女子高生時代からTバックなどの過激な衣装でグラビア、イメージビデオに登場し、「元祖T-BACK女子高生」と呼ばれた、いわゆる着エロ系アイドルの代表的存在のひとりである。
2005年に結成された2代目T-BACKSに参加したが、2006年に脱退。同時に脱退した千葉みくとともにAngel Hipを結成し、2006年12月20日に「Dream Angel」でCDデビューも果たしたが、後に解散。
2007年10月にデビュー当時の芸名の荒木のぞみから荒木望に改名した。
2008年11月に旧芸名の荒木望から加瀬舞に改名し、ブログも移転した。
2012年からは「荒木のぞみ」に芸名を戻し、女性ファッション雑誌『BLENDA』の専属モデルとして2014年の休刊（同年9月号）まで2年間活動。2013年と2014年には、国立代々木競技場第一体育館で行われた『Girls Award』への出演もあった。
趣味は、カラオケ、お買い物。特技は、どこでも寝られること。ヨガインストラクター資格所持。
現在は秋元香里名義で活動している。

## 活動

### テレビ
- ミラクルC （テレビ東京）
- ミラクルH （2006年8月22日、テレビ東京）
- 放課後ベイベー（中京テレビ）
- 爆笑レッドカーペット（フジテレビ）
- Campus Link（2007年3月2日、TOKYO MX）
- V-Clips （テレビ埼玉）
- IMPACT （中部日本放送）
- アキバン!バン!バン! （千葉テレビ）
- 女子アナ水着ニュース（MONDO21）
- TOKYO BRANDNEW GIRLS （2012年4月1日 - 、テレビ東京）

### DVD
- Pure Smile（2005年4月）
- 桃色聖春女学園 1（2005年5月） - 共演
- のぞみののぞみ（2005年7月）
- EIGHT（2005年10月）
- のぞみ、良好です!（2006年1月）
- 荒木のぞみ with 桃色聖春女学園 温泉合宿編 1（2006年2月） - 共演
- 荒木のぞみ with 桃色聖春女学園 温泉合宿編 2（2006年2月） - 共演
- いますぐ逢いたい（2006年4月）
- Deep Kiss 堀口としみ＆荒木のぞみ T-1グランプリ Final（2006年6月） - 堀口としみと共演
- Tバック戦士のぞみ（2006年8月）
- 荒木のぞみ&長谷川りりな EIGHT（2006年8月） - 長谷川りりなと共演
- EIGHT vol.2（2006年10月）
- EIGHT vol.3（2006年11月）
- With you（2007年2月）
- HIPSTAR君臨! NOZO☆MIX CHU!（2007年3月）
- ミラクル☆パンチ のぞみ魂（2007年5月）
- erosilyzo宣言!（2008年3月）
- Another Lovers（2008年6月） - 長谷川りりなと共演
- 荒木のぞみ引退スペシャル（2010年5月） - 荒木のぞみとして芸能界を引退した記念作。

### 写真集
- Angel Hip（2006年12月） - Angel Hip名義

### CD
- Dream Angel（2006年12月） - Angel Hip名義

### その他
- ZAK THE QUEEN 2008年ファーストステージ出場